# Erysiphe begoniicola
Erysiphe begoniicola är en svampart som beskrevs av U. Braun & S. Takam. 2000. Erysiphe begoniicola ingår i släktet Erysiphe och familjen Erysiphaceae.   Inga underarter finns listade i Catalogue of Life.